# Nicola Larini
 Nicola Larini  va ser un pilot de curses automobilístiques italià que va arribar a disputar curses de Fórmula 1.
Va néixer el 19 de març del 1964 a Camaiore, Toscana, Itàlia.

## A la F1
Nicola Larini va debutar a l'onzena cursa de la temporada 1987 (la 38a temporada de la història) del campionat del món de la Fórmula 1, disputant el 6 de setembre del 1987 el G.P. d'Itàlia al circuit de Monza.
Va participar en un total de setanta-cinc curses puntuables pel campionat de la F1, disputades en vuit temporades no consecutives (temporada 1987 - 1992, 1994 i 1997), aconseguint una segona posició com millor classificació en una cursa i assolí set punts pel campionat del món de pilots.

## Resultats a la Fórmula 1
| Any  | Equip   | Xassís  | Motor       | 1       | 2       | 3       | 4       | 5       | 6         | 7       | 8       | 9       | 10      | 11      | 12      | 13      | 14      | 15      | 16      | 17  | Posició | Punts |
| ---- | ------- | ------- | ----------- | ------- | ------- | ------- | ------- | ------- | --------- | ------- | ------- | ------- | ------- | ------- | ------- | ------- | ------- | ------- | ------- | --- | ------- | ----- |
| 1987 | Coloni  | Coloni  | Ford        | BRA     | SMR     | BEL     | MON     | E.USA   | FRA       | GBR     | ALE     | HUN     | AUT     | ITA NVQ | POR Ret | ESP Ret | MEX     | JPN     | AUS     |     | -       | 0     |
| 1988 | Osella  | Osella  | Ford        | BRA NVQ | SMR DSQ | MON 9   | MEX NVQ | CAN NVQ | E.USA Ret | FRA Ret | GBR 19  | ALE Ret | HUN NVQ | BEL Ret | ITA Ret | POR 12  | ESP Ret | JPN Ret | AUS NVQ |     | -       | 0     |
| 1989 | Osella  | Osella  | Ford        | BRA DSQ | SMR 12  | MON NVQ | MEX NVQ | USA NVQ | CAN Ret   | FRA NVQ | GBR Ret | ALE NVQ | HUN NVQ | BEL NVQ | ITA Ret | POR NVQ | ESP Ret | JPN Ret | AUS Ret |     | -       | 0     |
| 1990 | Ligier  | Ligier  | Ford        | USA Ret | BRA 11  | SMR 10  | MON Ret | CAN Ret | MEX 16    | FRA 14  | GBR 10  | ALE 10  | HUN 11  | BEL 14  | ITA 11  | POR 10  | ESP 7   | JPN 7   | AUS 10  |     | -       | 0     |
| 1991 | Modena  | Modena  | Lamborghini | USA 7   | BRA NVQ | SMR NVQ | MON NVQ | CAN NVQ | MEX NVQ   | FRA NVQ | GBR NVQ | ALE Ret | HUN 16  | BEL NVQ | ITA 16  | POR NVQ | ESP NVQ | JPN NVQ | AUS Ret |     | -       | 0     |
| 1992 | Ferrari | Ferrari | Ferrari     | SUD     | MEX     | BRA     | ESP     | SMR     | MON       | CAN     | FRA     | GBR     | ALE     | HUN     | BEL     | ITA     | POR     | JPN 12  | AUS 11  |     | -       | 0     |
| 1994 | Ferrari | Ferrari | Ferrari     | BRA     | PAC Ret | SMR 2   | MON     | ESP     | CAN       | FRA     | GBR     | ALE     | HUN     | BEL     | ITA     | POR     | EUR     | JPN     | AUS     |     | 14è     | 6     |
| 1997 | Sauber  | Sauber  | Petronas    | AUS 6   | BRA 11  | ARG Ret | SMR 7   | MON Ret | ESP       | CAN     | FRA     | GBR     | GER     | HUN     | BEL     | ITA     | AUT     | LUX     | JPN     | EUR | 19è     | 1     |

### Resum
| Curses: | Victòries: | Pòdiums: | Poles: | Voltes ràpides: | Punts: |
| ------- | ---------- | -------- | ------ | --------------- | ------ |
| 75 (50) | 0          | 1        | 0      | 0               | 7      |